# Аматуні Ашот Апетович
Ашот Апетович Аматуні (нар. 23 грудня 1923 — 9 жовтня 2018) — радянський військовик-танкіст, Герой Радянського Союзу (1945). У роки німецько-радянської війни командир танкової роти 3-го танкового батальйону 49-ї гвардійської танкової бригади 12-го гвардійського танкового корпусу 2-ї гвардійської танкової армії (1-й Білоруський фронт).

## Життєпис
Народився 23 грудня 1923 року в місті Александрополь (нині Ґюмрі, Вірменія) у багатодітній вірменській родині. Батько — тесляр, мати — домогосподарка. Обидва діда Ашота Аматуні були священиками.
Закінчив 51-у залізничну школу. Пізніше поступив до на фізико-математичний факультет Ленінаканського педінституту.
Дізнавшись, що у Другу світову війну втягнувся і СРСР вирішив врешті реалізувати свою давню мрію стати льотчиком та навіть встиг приїхати до Тбілісі для вступу у Тбіліську авіаційну школу. Проте, в цей час вона була розформована і разом з іншими призовниками врешті вступив у Друге Орджонікідзівське піхотне училище. Вчитися довелось недовго, німці вже доходили до Сталінграду.
На фронтах німецько-радянської війни з лютого 1942 року. З курсантів училища було організовані три батальйони які одразу відправили на фронт. З них разом з курсантами Харківських, Одеських, Київських та ін. училищ була сформована Ударна бригада яка увійшла в склад 62-ї армії генерала Чуйкова.
В цей період свого військового шляху Ашот Аматуні воював з ручним кулеметом ДП. Також, будучи поганої думки про радянську автоматичну зброю (ППД та ППШ), надавав перевагу трофейним зразкам.
19 вересня 1941 року, отримавши важке поранення А.Аматуні відправлений у шпиталь до Саратова. Після одужання вступив до Саратовського танкового училища, і пройшовши пришвидшений курс за 8 місяців, закінчив його на початку 1944 року у званні молодшого лейтенанта. За тодішньою практикою, після випуску разом з іншими випускниками відправлений на отримання бойової машини в Челябінськ. Виявилось що там готових танків на всіх не вистачить, тому А.Аматуні був одним з тих хто отримав свою машину в Омському танковому заводі де особисто брав участь у її доукомплектуванні і прогонці на полігоні. У складі танкової роти (10 машин) був ешелоном, через Москву, відправлений на фронт, прибувши в район Кривого Рогу, де його підрозділ поповнив 135-у бригаду (23-й танковий корпус 3-ї гвардійської армії).
Особливо відзначився А. А. Аматуні у січні 1945 року. Командир 1-ї танкової роти 3-го танкового батальйону 49-ї гвардійської танкової бригади гвардії лейтенант Аматуні з 16 по 22 лютого діяв на передовому підрозділі бригади. 16 січня, при підході до міста Сохачев, знищив: паровозів — 3, залізничних составів з продовольством і військовим майном — 3. В ніч на 16 січня його рота стрімко увірвалась до міста Сохачев відрізавши шляхи відходу противнику, при цьому знищивши: автомашин — 110, гармат — 2, зенітних установок — 2, шестиствольних мінометів — 6. Захопив складів з озброєнням і продовольством — 8. Знищив солдат та офіцерів — 300 чол., звільнив радянських військовополонених — 250 чол. та ще 150 чол. радянських громадян.
Далі, 19 січня 1945 року танкова рота А.Аматуні увірвалась до міста Любень, атакувавши аеродром, знищивши 17 літаків і льотний склад. В ніч на 22 січня 1945 року стрімко зайшов у місто Іновроцлав, де не зважаючи на сильний артилерійський вогонь і обстріл фаустпатронами та рушнично-кулеметний вогонь продовжив атаку ворога, знищивши при цьому: танків — 2, гармат — 2. На Іновроцлавському вокзалі знищив: паровозів — 3, залізничних составів — 3, захопив весь рухомий состав у кількості 3-х ешелонів. На аеродромі міста Іновроцлав 10 літаків противника та відрізав шляхи відходу із міста на захід. Знищив вогнем: автомашин — 35, солдат і офіцерів — 250 чол.
Після війни продовжив службу у Радянській армії.
З 1947 по 1955 рік двічі був депутатом Верховної Ради Вірменської РСР.
В 1951 році закінчив Військову академію бронетанкових військ. З 1952 року — командир танкового полку у м. Тирасполь. Через шість років командир танкової дивізії в м. Бєльці.
З 1963 році призначений на посаду заступника командира 32-го армійського корпусу, що був сформований у Криму.
З 1984 року генерал-майор А. А. Аматуні вийшов у запас, звільнившись з посади заступника командувача 7-ї армії. Жив у Єревані, пізніше переїде до міста Сімферополь.
Був депутатом Верховної Ради Автономної Республіки Крим, членом Національної ради кримських вірмен.
Указом Президента України від 5 травня 2008 Герою Радянського Союзу А. А. Аматуні присвоєно звання генерал-лейтенанта .
Помер 9 жовтня 2018 року в окупованому Російською федерацією Криму.

## Звання та нагороди
27 лютого 1945 року Ашоту Апетовичу Аматуні присвоєно звання Героя Радянського Союзу. Зірку Героя Радянського Союзу отримав у Карлсгорсті під час урочистої церемонії з рук маршала Жукова.
Також нагороджений:
- орденом Леніна
- орденом Червоного Прапора
- орденом Вітчизняної війни І ступеня
- 2-а орденами Червоної Зірки
- орденом «За службу Батьківщині у Збройних силах СРСР III ступеня»
- медалями

## Родина
Дружина — Ніна Аматуні (до шлюбу Арутюнян), у шлюбі від 1947 року. Виростили трьох дітей: Олександра, Володимира і Марину, мають багато онуків і правнуків.

## Цікаві факти
- З особистої зброї як командир танку використовував трофейний «Вальтер», пізніше «Парабелум».
- У Іновроцлаві А.Аматуні полонив бургомістра і близько двох тижнів возив його задля гумору в своєму танку.